# Картлей (приток Инсара)
Картлей — река в России, протекает в Рузаевском районе Мордовии. Левый приток Инсара (бассейн Суры).
Длина реки составляет 16 км, площадь водосборного бассейна 63,7 км². Исток реки находится южнее села Хованщина. Река течёт на юго-восток, протекает деревни и сёла Кулишейка, Русское Баймаково, Мордовское Баймаково. Впадает в Инсар в 151 км от устья (у деревни Макаровка).

## Данные водного реестра
По данным государственного водного реестра России относится к Верхневолжскому бассейновому округу, водохозяйственный участок реки — Алатырь от истока и до устья, речной подбассейн реки — Сура. Речной бассейн реки — (Верхняя) Волга до Куйбышевского водохранилища (без бассейна Оки).
Код водного объекта в государственном водном реестре — 08010500212110000038260.